# Meslay-le-Grenet
Meslay-le-Grenet és un municipi francès, situat al departament de l'Eure i Loir i a la regió de Centre – Vall del Loira. L'any 2007 tenia 306 habitants.

## Demografia

### Població
El 2007 la població de fet de Meslay-le-Grenet era de 306 persones. Hi havia 105 famílies, de les quals 12 eren unipersonals (12 homes vivint sols), 35 parelles sense fills, 50 parelles amb fills i 8 famílies monoparentals amb fills.
La població ha evolucionat segons el següent gràfic:
Habitants censats

### Habitatges
El 2007 hi havia 129 habitatges, 110 eren l'habitatge principal de la família, 12 eren segones residències i 7 estaven desocupats. Tots els 129 habitatges eren cases. Dels 110 habitatges principals, 104 estaven ocupats pels seus propietaris i 6 estaven llogats i ocupats pels llogaters; 4 tenien dues cambres, 10 en tenien tres, 17 en tenien quatre i 79 en tenien cinc o més. 103 habitatges disposaven pel capbaix d'una plaça de pàrquing. A 40 habitatges hi havia un automòbil i a 69 n'hi havia dos o més.

### Piràmide de població
La piràmide de població per edats i sexe el 2009 era:
| Homes | Edats   | Dones |
| ----- | ------- | ----- |
| 0     | 95 o +  | 0     |
| 0     | 90 a 94 | 0     |
| 0     | 85 a 89 | 0     |
| 0     | 80 a 84 | 0     |
| 8     | 75 a 79 | 4     |
| 4     | 70 a 74 | 4     |
| 0     | 65 a 69 | 4     |
| 8     | 60 a 64 | 4     |
| 12    | 55 a 59 | 4     |
| 20    | 50 a 54 | 12    |
| 12    | 45 a 49 | 16    |
| 0     | 40 a 44 | 12    |
| 24    | 35 a 39 | 12    |
| 12    | 30 a 34 | 8     |
| 12    | 25 a 29 | 24    |
| 8     | 20 a 24 | 0     |
| 24    | 15 a 19 | 4     |
| 24    | 10 a 14 | 8     |
| 12    | 5 a 9   | 4     |
| 24    | 0 a 4   | 16    |

## Economia
El 2007 la població en edat de treballar era de 214 persones, 169 eren actives i 45 eren inactives. De les 169 persones actives 154 estaven ocupades (84 homes i 70 dones) i 16 estaven aturades (7 homes i 9 dones). De les 45 persones inactives 13 estaven jubilades, 25 estaven estudiant i 7 estaven classificades com a «altres inactius».

### Ingressos
El 2009 a Meslay-le-Grenet hi havia 114 unitats fiscals que integraven 319 persones, la mediana anual d'ingressos fiscals per persona era de 22.227 €.

### Activitats econòmiques
Dels 8 establiments que hi havia el 2007, 2 eren d'empreses de fabricació d'altres productes industrials, 2 d'empreses de construcció, 1 d'una empresa de comerç i reparació d'automòbils i 3 d'empreses de serveis.
L'únic servei als particulars que hi havia el 2009 era un paleta.
L'únic establiment comercial que hi havia el 2009 era una botiga d'equipament de la llar.
L'any 2000 a Meslay-le-Grenet hi havia 11 explotacions agrícoles que ocupaven un total de 720 hectàrees.

## Poblacions més properes
El següent diagrama mostra les poblacions més properes.